# Огарёвка (посёлок, Щёкинский район)
Огарёвка — посёлок (в 1933—2014 — рабочий посёлок) в Щёкинском районе Тульской области России.
В рамках административно-территориального устройства относится к Костомаровской сельской администрации Щёкинского района, в рамках организации местного самоуправления является центром сельского поселения Огарёвское.

## География
Расположен в 11 км к юго-востоку от железнодорожной станции города Щёкино.

## История
20 июля 1933 года Президиум ВЦИК постановил: «Населённый пункт при Щекинском руднике, Щекинского района, и селение Огаревку, того же района, объединить в один населённый пункт, отнеся его к категории рабочих поселков. Вновь образованному рабочему поселку присвоить наименование „Огаревка“».
Решением Тульского облисполкома от 10 февраля 1987 г. в черту рабочего поселка Огаревка включены п. Майский и населенный пункт при ст. Шевелевка Житовского сельсовета Щекинского района.
Развитие посёлка было связано со строительством шахт по добыче бурого угля (Подмосковный угольный бассейн). В настоящее время угледобыча прекращена. С 2014 года Огарёвка — сельский населённый пункт.

## Население
| 1939  | 1959  | 1970  | 1979  | 1989  | 2002  | 2009  |
| ----- | ----- | ----- | ----- | ----- | ----- | ----- |
| 7068  | ↘5106 | ↗6796 | ↘5126 | ↘4158 | ↘3926 | ↘2854 |
| 2010  | 2012  | 2013  | 2014  |       |       |       |
| ↘2772 | ↘2747 | ↗2757 | ↗2793 |       |       |       |

## Культура
В посёлке функционируют средняя школа, дом культуры.